# ЯК Нъме Юнайтед
ФК Нъме Юнайтед (на естонски: Jalgpalliklubi FC Nõmme United) е естонски футболен отбор от квартал Нъме на град Талин. Прави дебютния си сезон в Мейстрилига, висшата лига на Естония, като завършва последен и изпада.
Официално клубът е основан през 2000 г. В първите години след основаването си (2000 – 2003) играе под името „Еести Телефон СК“, а през 2004 – 2005 като „Елион“. През 2006-та приема сегашното си име „Нъме Юнайтед“. Основатели на клуба са Ен Лоог, а по нататък към клуба се включва известния футболист Март Поом, който става негов президент.

## Успехи
- Мейстрилийга
  - 10-то (2): 2024
- Купа на Естония
  - 4 кръг (3): 2010, 2011, 2016
- Есилийга (2 ниво)
  -  Шампион (1):: 2023
- Есилийга В (3 ниво)
  -  Шампион (1):: 2019
- II лийга (4 ниво)
  -  Шампион (1):: 2017
- III лийга (5 ниво)
  -  Шампион (1):: 2004
- IV лийга (6 ниво)
  -  Шампион (1):: 2001
- V лийга (7 ниво)
  -  Шампион (1):: 2000